# Monstranz

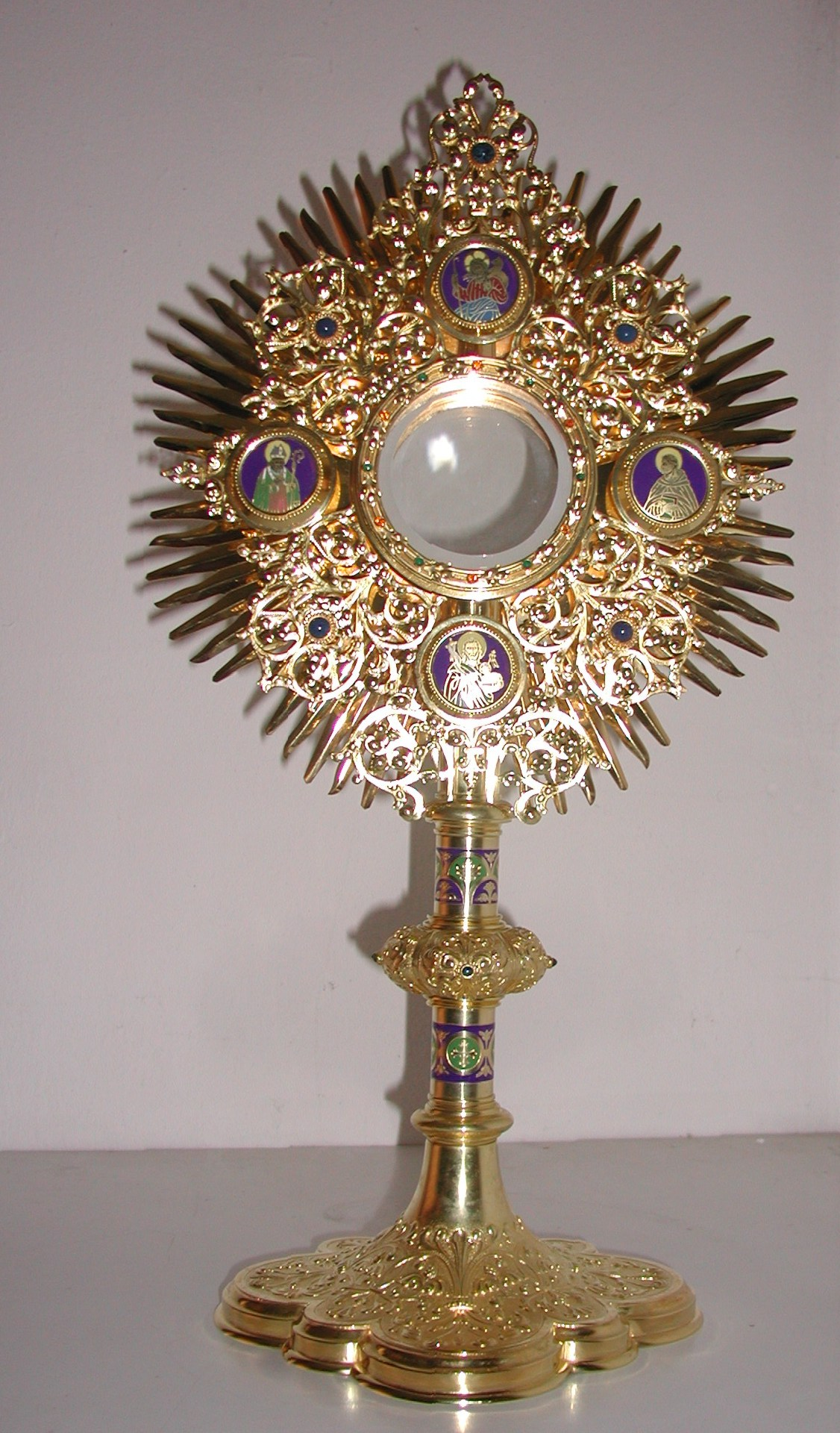
Die Monstranz aus der Kirche Zum Guten Hirten in Berlin aus dem Jahr 1920

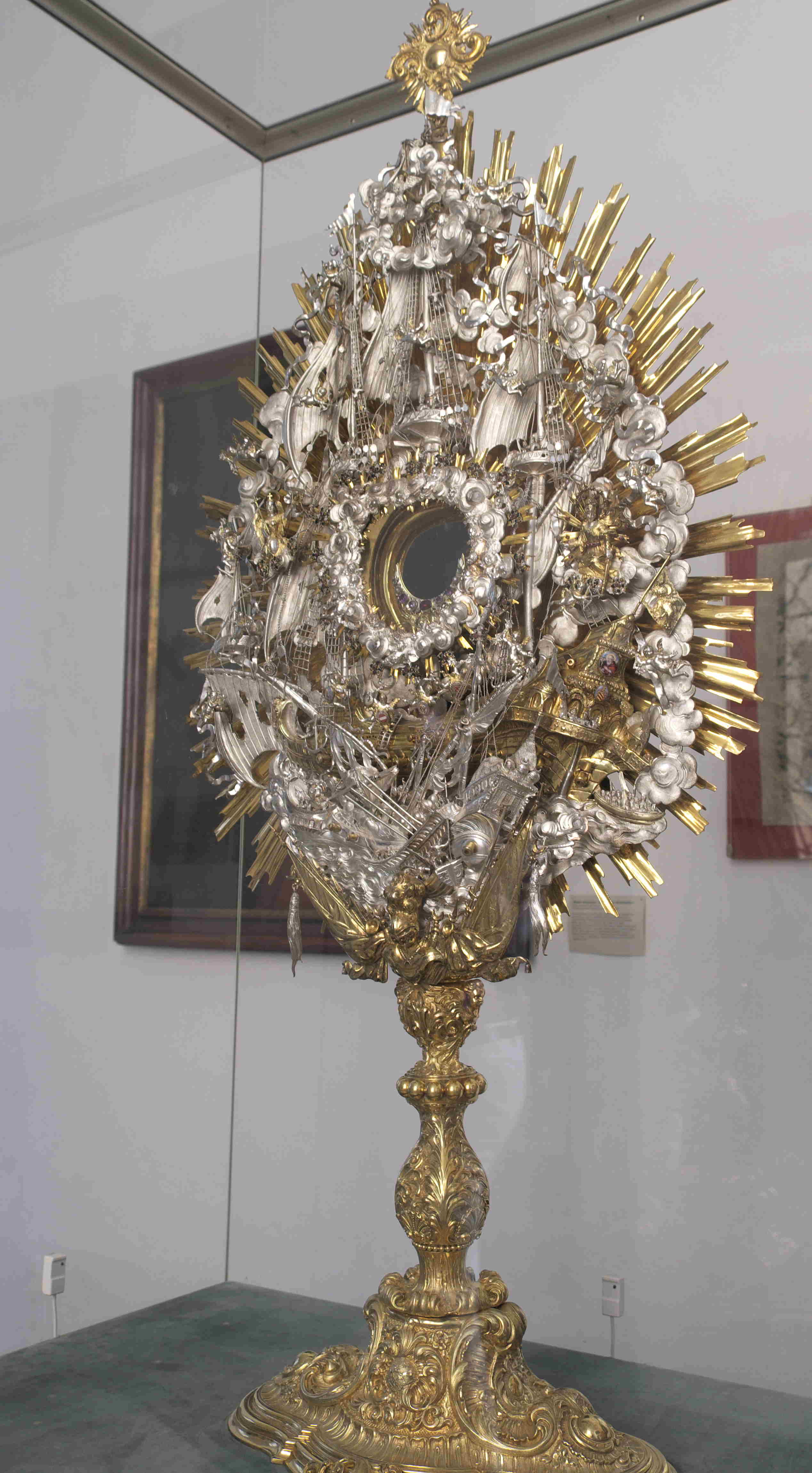
Lepantomonstranz von Goldschmied Johannes Zeckl (1708) in der Asamkirche (Ingolstadt)

Eine Monstranz (von lateinisch monstrare „zeigen“) ist ein kostbares, mit Gold und oft auch mit Edelsteinen gestaltetes liturgisches Schaugerät (Ostensorium) mit einem Fensterbereich, in dem eine konsekrierte Hostie („das Allerheiligste“) bei Gottesdiensten und Prozessionen in der römisch-katholischen Kirche zur Verehrung und Anbetung feierlich gezeigt wird.

## Geschichte

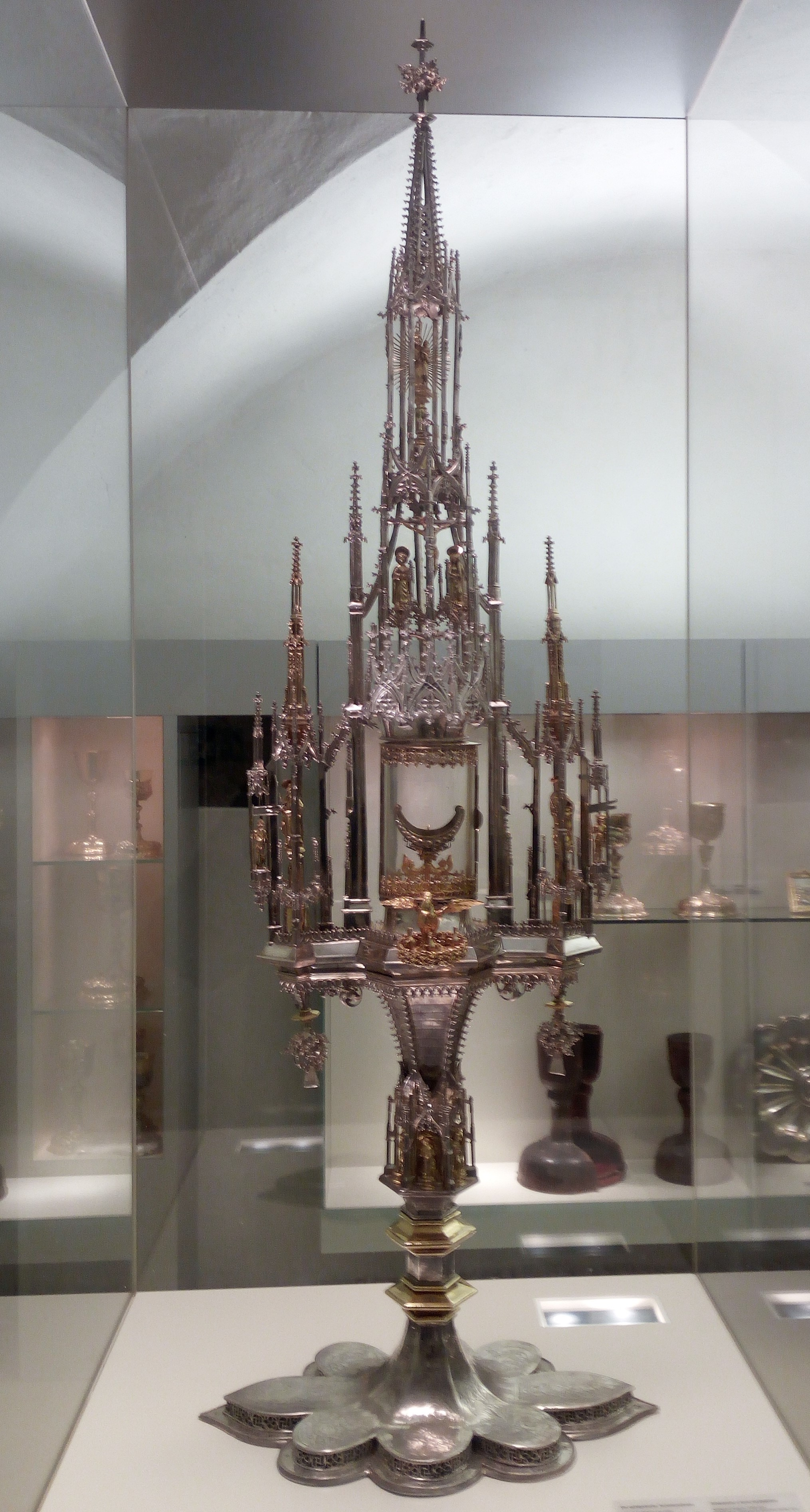
Spätgotische turmförmige Silbermonstranz der Dompfarrkirche Bozen, gefertigt um 1490 (Domschatzmuseum Bozen)

Die Verwendung der ersten Monstranzen ist auf das Fronleichnamsfest zurückzuführen, das seit 1247 im Bistum Lüttich begangen wurde, 1264 von Papst Urban IV. durch die Bulle Transiturus de hoc mundo zum Fest der Gesamtkirche erhoben und beim Konzil von Vienne im Jahr 1311 bestätigt wurde. Sie bestanden aus einer einfachen Büchse aus Glas mit einem Kreuz darauf. In der zweiten Hälfte des 14. Jahrhunderts entstanden größere, turmartige Monstranzen im gotischen Stil. Erst die Monstranzen aus dem 16. Jahrhundert zeigen die noch im 19. Jahrhundert gebräuchliche Form einer Sonne.
Die eucharistische Monstranz ist von Reliquien-Ostensorien in Monstranzform abgeleitet, die etwa seit dem 13. Jahrhundert verbreitet auftraten. Mit den im 14. Jahrhundert zunehmenden Fronleichnamsprozessionen und der im 15. Jahrhundert sich durchsetzenden Aussetzung des Allerheiligsten auf dem Altar wurde die eucharistische Monstranz zum häufigsten liturgischen Schaugefäß. Der Name monstrancia wurde seit der Mitte des 14. Jahrhunderts gebraucht, er ist in der Frühzeit gleichbedeutend mit Ostensorium, in italienischen Quellen auch mit tabernaculum, in französischen mit custode und in spanischen mit Custodia.

## Typen

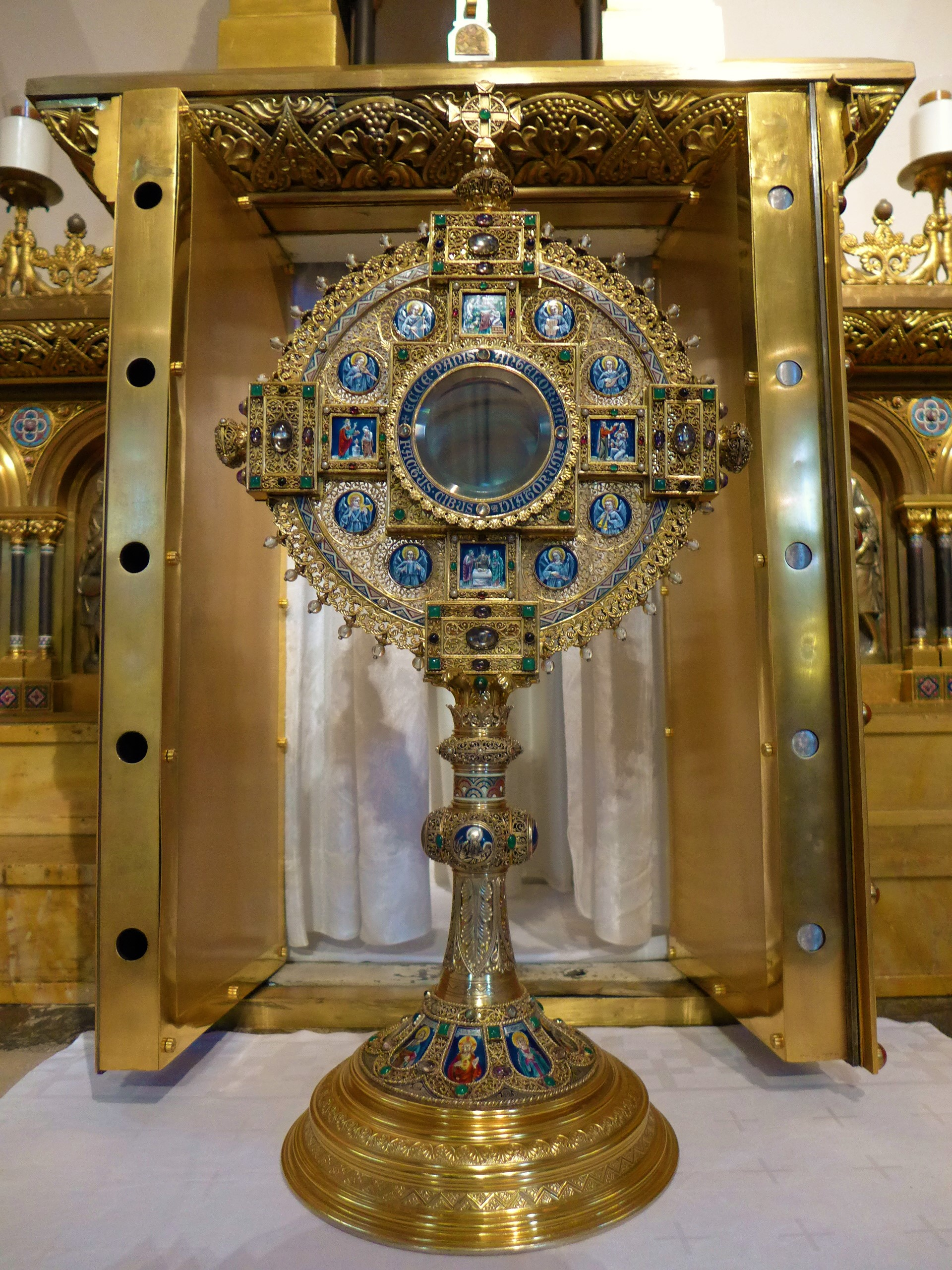
Neoromanische Scheibenmonstranz (Saardom in Dillingen)

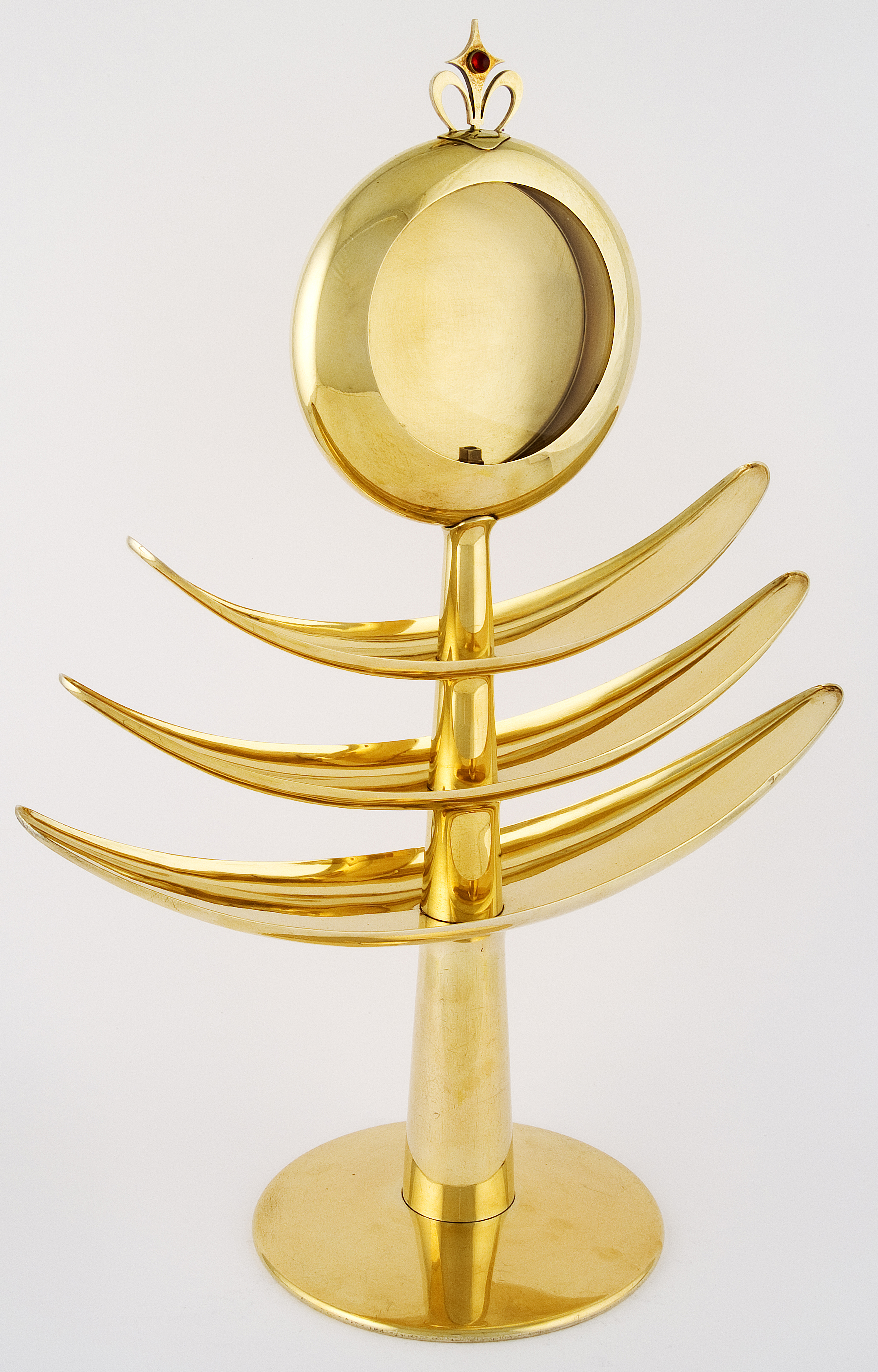
Fritz Schwerdt: Lebensbaum-Monstranz (1947)

Die Kunstgeschichte unterscheidet drei Typen: Die Turm-, Altarretabel- oder Laternenmonstranzen – seit der späten Gotik zur sichtbaren Aufbewahrung im Sakramentshaus –, die Scheibenmonstranz der Renaissance und die Sonnen- oder Strahlenmonstranzen insbesondere des Barocks, eine Weiterformung der Scheibenmonstranz. Gotische Monstranzen sind noch von der Funktion der Aufbewahrung der konsekrierten Hostie geprägt und nehmen in ihrer Form Elemente gotischen Kirchenbaus mit Fialen und Türmchen auf. Wenn der Mittelteil mit der Hostie durch Seitenteile, Ädikulen, Erker mit kleinen Figuren und oft filigranes Strebewerk verbreitert ist, spricht man von der Retabel-Monstranz. Im Barock werden die Monstranzen dann vollends zum Zeigegerät.
Aufgebaut ist eine Monstranz aus Fuß, Schaft und Aufsatz. Der Schaft kann eine Verdickung haben, den Nodus. Die halb- oder auch kreisrunde Vorrichtung zur Befestigung der Hostie im Aufsatz heißt wegen ihrer halbmondartigen Form Lunula (von lat. luna „Mond“). Die Ausschmückung kann so weit gehen, dass die ganze Monstranz figürlich ausgebildet ist, etwa als Lebensbaum, Wurzel Jesse oder mit den Heiligenfiguren. Eine weitere Besonderheit ist eine Statuenmonstranz, bei der die Gottesmutter dargestellt ist, die Christus in der Gestalt der Hostie in ihrem Leib birgt.
Eine Sonderform ist die bis zu drei Meter hohe, mehrgeschossige Monstranz, die in Spanien und Portugal auf einem Wagen oder von mehreren Personen getragen bei Prozessionen mitgeführt wird; sie wird Custodia genannt.

## Verwendung
Wenn das Allerheiligste nicht ausgesetzt ist, wird es in der Custodia im Tabernakel aufbewahrt. Für die Monstranz kann jede konsekrierte Hostie verwendet werden, doch werden meist besonders große oder mit einem geprägten Bild verzierte Zelebrationshostien in die Monstranz eingesetzt.
Die katholische Kirche benutzt die Monstranz bei Sakramentsprozessionen, vor allem an Fronleichnam, bei der eucharistischen Anbetung und zur Segensandacht. Bei der Prozession und beim eucharistischen Segen hält der Priester oder der Diakon die Monstranz nicht mit bloßen Händen, sondern verhüllt seine Hände mit dem Velum. Die Verhüllung der Hände ist ein antiker Ehrfurchtsgestus und dient außerdem zum Schutz der kostbaren Metallgeräte. Die Monstranz wird dann erhöht ausgesetzt, sodass sie von allen Anwesenden gesehen werden kann. Vor der Spendung des eucharistischen Segens wird das Tantum ergo gesungen.

## Ähnliche liturgische Gefäße
Es gibt Reliquiare, die monstranzförmig sind und in denen Reliquien aufbewahrt und gezeigt werden („Reliquienmonstranz“). Neben den Reliquien selbst enthält ein solches Ostensorium zuweilen auch ein Andachtsbild des Heiligen, von dem die Reliquie stammt.

## Andechser Dreihostienmonstranz

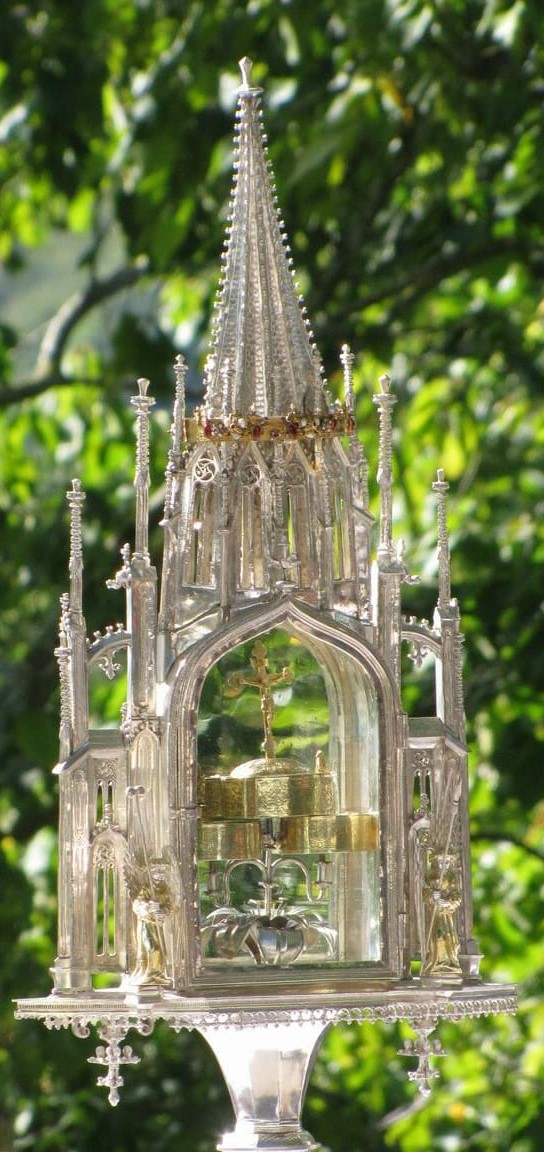
Die gotische Dreihostienmonstranz von Andechs

Ein Beispiel für eine Reliquienmonstranz ist die silberne, 101 cm hohe Dreihostienmonstranz in der Heiligen Kapelle der Klosterkirche Andechs. Sie wurde um 1432/33 geschaffen und später mehrfach ergänzt und restauriert. In ihr werden drei konsekrierte Hostien in liegenden Dosen aufbewahrt und wegen als Wunder gedeuteten Erscheinungen als Reliquien verehrt. Im Unterschied zu einer regulären Monstranz für das Altarsakrament werden hier die Hostien also nicht von einer Lunula aufrecht gehalten und nicht offen zur Schau gestellt. Sie werden im Heiltumsinventar von 1518 wie folgt beschrieben:

„Die drew Hochwirdigen Sacrament: Das Erst, das grösser Hosti, darinn erscheindt ein Crucifix, Fleisch und Pluet, damit Meß gehalten hat der groß Sant Gregorij. Das ander Hostj, damit der vorgemelt heylig Sant Gregori, hat wellen speisen, die Khönigin von Hispania Helioram genannt, darinn erscheindt ein glid eines Fingers, and Fleisch und Pluet. Das dritt hat Consecrirt der Babst Leo der Neundt zu Bamberg in gegenwirtigkhait des Heyligen Khaysers Heinrich, darinn erscheindt der Süess Namb Jhesus Pluettfarb IHS.“

„Die drei hochwürdigen Sakramente: Das erste, die größere Hostie, mit der Erscheinung eines Kruzifixes, Fleisch und Blut, mit der St. Gregorius der Große die Messe gehalten hat. Die zweite Hostie, mit der der vorgenannte heilige St. Gregorius die Königin Heliora von Spanien speisen wollte. Auf ihr erscheint ein Glied eines Fingers an(?) Fleisch und Blut. Die dritte hat Papst Leo IX. in Bamberg in Gegenwart des heiligen Kaisers Heinrich konsekriert. Auf ihr erscheint blutfarben der süße Name Jesu IHS.“

Die drei Hostien  bilden seit dem Mittelalter „die eigentliche Mitte“ des auf den Reliquienfund im Jahr 1388 zurückgehenden Schatzes und des Heiligen Berges. Ihr Reliquiar wird auch auf alten Darstellungen des Schatzes in der Bildmitte besonders hervorgehoben.

## Tabor

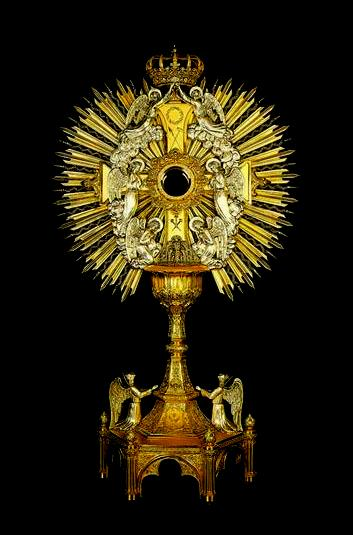
Monstranz auf dem Tabor

Der Tabor ist ein Podest für die Monstranz. Die Bezeichnung leitet sich von der Perikope der Verklärung des Herrn  am Berg Tabor (Mk 9,2–10 ) ab. Bei der eucharistischen Anbetung kann die Monstranz auf den Tabor gestellt werden, der seinerseits auf dem Altar steht. Hierdurch steht die Monstranz etwas erhöht und wird vor allem aus größerer Entfernung vom Altar gut gesehen. Meist ist der Tabor künstlerisch ausgestaltet. Entsprechend dem Aussehen der Monstranz ist er ebenfalls oft mit Edelsteinen oder Emailarbeit verziert. Zuweilen wird der Tabor auch von Engelsfiguren getragen.

## Die Monstranz als Heiligenattribut
In der christlichen Ikonographie tritt die Monstranz bei den folgenden Heiligen als ikonographisches Heiligenattribut auf:
- Klara von Assisi († 1253): Monstranz oder auch Speisekelch, da sie der Legende zufolge die Sarazenen mit dem Allerheiligsten aus dem Kloster von San Damiano in Assisi vertrieben haben soll
- Eleutherius († 531): mit einer Monstranz das Volk segnend
- Franziska von Rom (1384–1440): vor einer Monstranz kniend, deren Strahlen ihr Herz treffen
- Hugo von Rouen († 730): mit der Monstranz den Teufel austreibend
- Antonius von Padua
- Barbara von Nikomedien
- Juliana von Lüttich
- Paschalis Baylon
- Franz von Borja
- Norbert von Xanten
- Thomas von Aquin, der fünf Hymnen für die Liturgie am Fronleichnamsfest dichtete